# Elige Vivir Sano
Elige Vivir Sano es una repartición del Gobierno de Chile, coordinado y administrado por la Secretaría Ejecutiva Elige Vivir Sano, que tiene por objeto promover hábitos y estilos de vida saludables para mejorar la calidad de vida y el bienestar de las personas. El Sistema Elige Vivir Sano fue creado en función de la ley 20.670 y está alojado en el Ministerio de Desarrollo Social y Familia. La Secretaría Ejecutiva Elige Vivir Sano se encuentra alojada en la Subsecretaría de Servicios Sociales. Su evaluación es realizada por la Subsecretaría de Evaluación Social.

## Historia

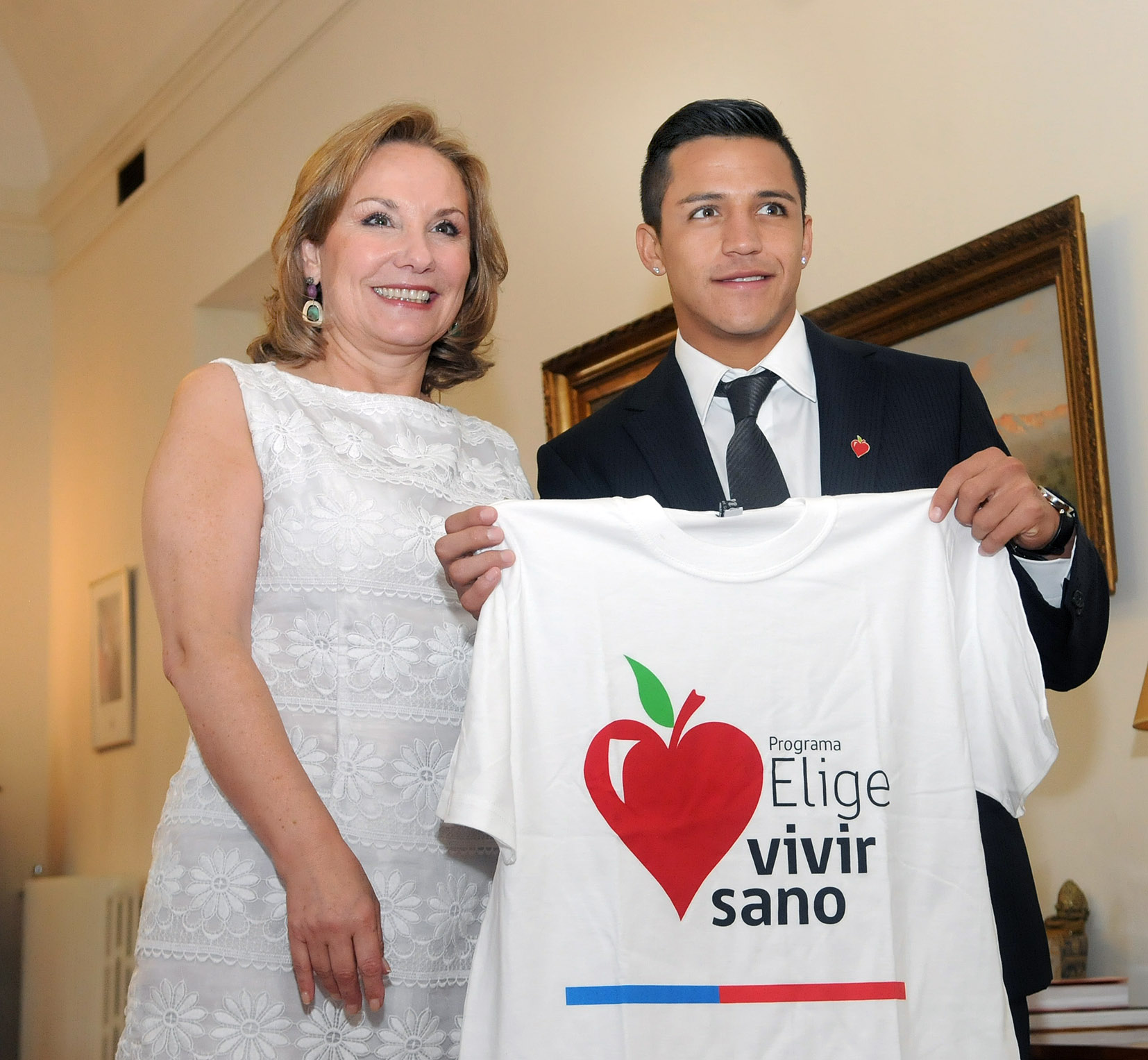
Cecilia Morel y el futbolista Alexis Sánchez, quien asumió como embajador del programa en 2011.

Elige Vivir Sano nace en marzo de 2011 como programa, impulsado en el primer gobierno de Sebastián Piñera. El programa quedó bajo el alero de la primera dama Cecilia Morel, por lo cual la prensa lo comparó con la campaña estadounidense «Let's Move!», liderada por la primera dama Michelle Obama desde 2010. En diciembre de 2011, el futbolista Alexis Sánchez fue nombrado «embajador» de Elige Vivir Sano.
En mayo de 2013 se dictó la Ley 20.670, creándose el Sistema Elige Vivir Sano, y dotando al sistema de una estructura organizacional propia dentro del aparato estatal (de carácter permanente y no dependiente de la primera dama), además de funciones y competencias definidas por ley. De acuerdo a la ley, el Sistema Elige Vivir Sano «tiene por objeto promover hábitos y estilos de vida saludables para mejorar la calidad de vida y el bienestar de las personas». Esta norma establece en su artículo 2.° que los «órganos de la Administración del Estado con competencia en materias vinculadas a promover hábitos y estilos de vida saludables procurarán incorporar en sus políticas, planes y programas, medidas que tengan por finalidad informar, educar y fomentar la prevención de los factores y conductas de riesgo asociadas a las enfermedades no transmisibles, derivadas de hábitos y estilos de vida no saludables». En enero de 2014, el sistema pasó oficialmente al Ministerio de Desarrollo Social.
Durante los primeros meses del segundo gobierno de Michelle Bachelet, iniciado el 11 de marzo de 2014, se puso en duda la continuidad del sistema por parte de la nueva administración. Paralelamente, la ex primera dama Cecilia Morel inició una fundación con objetivo similar, llamada Chile Vive Sano. En junio de 2014 el gobierno de Bachelet anunció que reformularía el sistema, disminuyendo el rol de las alianzas público-privadas y reforzando el rol del estado. En julio de 2015 el sistema fue renombrado Sistema Elige Vivir Sano en Comunidad.
El sistema fue relanzado con su nombre original –«Sistema Elige Vivir Sano»– por el segundo gobierno de Sebastián Piñera en mayo de 2018.

## Objetivos  y funciones
De acuerdo a los objetivos establecidos en la ley, se entenderá por hábitos y estilos de vida saludables, "aquellos que propenden y promueven una alimentación saludable, el desarrollo de actividad física, la vida familiar y las actividades al aire libre, como también aquellas conductas y acciones que tengan por finalidad contribuir a prevenir, disminuir o revertir los factores y conductas de riesgo asociados a las enfermedades no transmisibles". Según el mismo cuerpo legal, el Sistema Elige Vivir Sano y la Secretaría Ejecutiva correspondiente, tienen los siguientes objetivos y funciones:
- Fomento de la alimentación saludable: consiste en la promoción de la educación en aquellos hábitos alimentarios tendientes a mejorar la nutrición integral y la disminución del sobrepeso.
- Promoción de prácticas deportivas: aquellas que fomenten el ejercicio y la actividad física como elementos fundamentales de la salud y el bienestar.
- Difusión de las actividades al aire libre: promoción de los beneficios que tiene la realización de acciones en las cuales exista contacto con la naturaleza.
- Actividades de desarrollo familiar, recreación y manejo del tiempo libre: son aquellas tendientes a fortalecer las familias y que facilitan el desarrollo de actividades dirigidas al esparcimiento y al ejercicio de disciplinas lúdicas o deportivas.
- Acciones de autocuidado: implica desarrollar habilidades que permitan optar por decisiones saludables que, incorporadas a las prácticas cotidianas, mejoren la calidad de vida del individuo, de la familia o de su comunidad.
- Medidas de información, educación y comunicación: son aquellas que difunden, incentivan y promueven el desarrollo de hábitos y prácticas saludables de vida.
- Contribuir a disminuir obstáculos que dificultan el acceso a hábitos y estilos de vida saludables de las personas más vulnerables.

## Secretaría ejecutiva
La Secretaría Ejecutiva Elige Vivir Sano está radicada en el Ministerio de Desarrollo Social, y depende de la Subsecretaría de Servicios Sociales.